# Caecognathia caeca
Caecognathia caeca är en kräftdjursart som först beskrevs av Richardson 1911.  Caecognathia caeca ingår i släktet Caecognathia och familjen Gnathiidae. Inga underarter finns listade i Catalogue of Life.